# Legendre-polynoom
In de wiskunde is een legendre-polynoom een oplossing van de differentiaalvergelijking van Legendre. Soms echter bedoelt men de geassocieerde legendre-polynoom.

## Differentiaalvergelijking
De vergelijking waarvan de polynomen een oplossing vormen luidt:
{\displaystyle {{\rm {d}} \over {\rm {d}}x}\left[(1-x^{2}){{\rm {d}} \over {\rm {d}}x}P(x)\right]+n(n+1)P(x)=0}
Beide zijn vernoemd naar de Franse wiskundige Adrien-Marie Legendre. De vergelijking komt regelmatig voor in de natuurkunde en de toegepaste wetenschappen, omdat de laplace-vergelijking in bolcoördinaten de gedaante van deze differentiaalvergelijking van Legendre heeft (althans voor rotatie-symmetrische gevallen, voor de θ-afhankelijkheid, waarbij θ de polaire hoek is).
Een standaardmethode voor de oplossing van deze vergelijking is ontwikkeling van een machtreeks. De oplossing convergeert wanneer {\displaystyle |x|<1}. Bovendien is de waarde eindig voor {\displaystyle x=\pm 1}, vooropgesteld dat {\displaystyle n} een niet-negatief geheel getal is. In dat geval vormen de oplossingen van de vergelijking een reeks van orthogonale polynomen, de legendre-polynomen
Iedere legendre-polynoom {\displaystyle P_{n}(x)} is een veelterm van graad {\displaystyle n} en kan uitgedrukt worden met de formule van Rodrigues:
{\displaystyle P_{n}(x)={1 \over 2^{n}n!}{{\rm {d}}^{n} \over {\rm {d}}x^{n}}\left[(x^{2}-1)^{n}\right]}

## Orthogonaliteit
Een belangrijke eigenschap van de legendre-polynomen is dat zij, zoals hierboven reeds vermeld, orthogonaal zijn met betrekking tot het {\displaystyle L^{2}} inproduct op het interval {\displaystyle -1\leq x\leq 1}:
{\displaystyle \int _{-1}^{1}P_{m}(x)P_{n}(x)\,{\rm {d}}x={2 \over {2n+1}}\delta _{mn}}
Daarin is {\displaystyle \delta _{mn}} de kronecker-delta die gelijk is aan 1 als {\displaystyle m=n} en anders nul.
Een andere manier om de polynomen af te leiden is gebruik te maken van de gram-schmidtmethode op het inproduct van de polynomen {\displaystyle \{1,x,x^{2},\ldots \}} De reden voor de orthogonaliteit van de polynomen is dat de legendre-vergelijking gezien kan worden als een sturm-liouvillevraagstuk
{\displaystyle {{\rm {d}} \over {\rm {d}}x}\left[(1-x^{2}){{\rm {d}} \over {\rm {d}}x}\right]P(x)=-\lambda P(x)},
waar de eigenwaarde {\displaystyle \lambda } overeenkomt met {\displaystyle n(n+1)}.
Een andere belangrijke eigenschap van legendre-polynomen stelt dat:
{\displaystyle \int \limits _{-1}^{1}f(x)P_{n}(x)\mathrm {d} x=0}
zodra {\displaystyle f(x)} een veelterm is van graad strikt kleiner dan {\displaystyle n}.

## Voorbeelden van legendre-polynomen
De eerste legendre-polynomen zijn:
| {\displaystyle n} | {\displaystyle P_{n}(x)}                                                                  | normalisatiefactor                       |
| 0                 | {\displaystyle 1}                                                                         | {\displaystyle {\sqrt {\tfrac {1}{2}}}}  |
| 1                 | {\displaystyle x}                                                                         | {\displaystyle {\sqrt {\tfrac {3}{2}}}}  |
| 2                 | {\displaystyle {\begin{matrix}{\frac {1}{2}}\end{matrix}}(3x^{2}-1)}                      | {\displaystyle {\sqrt {\tfrac {5}{2}}}}  |
| 3                 | {\displaystyle {\begin{matrix}{\frac {1}{2}}\end{matrix}}(5x^{3}-3x)}                     | {\displaystyle {\sqrt {\tfrac {7}{2}}}}  |
| 4                 | {\displaystyle {\begin{matrix}{\frac {1}{8}}\end{matrix}}(35x^{4}-30x^{2}+3)}             | {\displaystyle {\sqrt {\tfrac {9}{2}}}}  |
| 5                 | {\displaystyle {\begin{matrix}{\frac {1}{8}}\end{matrix}}(63x^{5}-70x^{3}+15x)}           | {\displaystyle {\sqrt {\tfrac {11}{2}}}} |
| 6                 | {\displaystyle {\begin{matrix}{\frac {1}{16}}\end{matrix}}(231x^{6}-315x^{4}+105x^{2}-5)} | {\displaystyle {\sqrt {\tfrac {13}{2}}}} |
In de onderstaande figuur staan de grafieken van de eerste zes legendre-polynomen.

## Toepassingen in de natuurkunde
Legendre-polynomen bewijzen hun nut bij de reeksontwikkeling van functies zoals
{\displaystyle {\frac {1}{\left|\mathbf {x} -\mathbf {x} ^{\prime }\right|}}={\frac {1}{\sqrt {r^{2}+r^{\prime 2}-2rr'\cos \gamma }}}=\sum _{k=0}^{\infty }{\frac {r^{\prime k}}{r^{k+1}}}P_{k}(\cos \gamma )}
hierbij zijn {\displaystyle r} en {\displaystyle r'} respectievelijk de lengte van de vectoren {\displaystyle \mathbf {x} } en {\displaystyle \mathbf {x} ^{\prime }} en {\displaystyle \gamma } is de hoek tussen de beide vectoren. Deze ontwikkeling is geldig als {\displaystyle r>r'}.
Deze uitdrukking wordt bijvoorbeeld gebruikt om de potentiaal van een puntlading te vinden zoals deze
ondervonden wordt in het punt {\displaystyle \mathbf {x} } wanneer de lading zich op punt {\displaystyle \mathbf {x} '} bevindt. De ontwikkeling is vooral van nut wanneer men een integraal over een continue ladingsverdeling wil berekenen.
Legendre-polynomen komen voor als oplossingen van de laplace-vergelijking en de poissonvergelijking voor de potentiaal {\displaystyle \nabla ^{2}\Phi (\mathbf {x} )}, indien bolcoördinaten worden gebruikt. Daarbij wordt gebruikgemaakt van de methode van scheiding van variabelen en wordt axiale symmetrie verondersteld, zodat er geen afhankelijkheid is van de azimuthale hoek. {\displaystyle {\widehat {\mathbf {z} }}} staat voor de symmetrieas en {\displaystyle \theta } is de hoek tussen de waarnemer en de as {\displaystyle {\widehat {\mathbf {z} }}}. De oplossing is dan:
{\displaystyle \Phi (r,\theta )=\sum _{k=0}^{\infty }\left[A_{k}r^{k}+B_{k}r^{-(k+1)}\right]P_{k}(\cos \theta )}
{\displaystyle A_{k}} and {\displaystyle B_{k}} moeten voor de randvoorwaarden van het betreffende probleem bepaald worden
.

### Legendre-polynomen in multipoolontwikkelingen

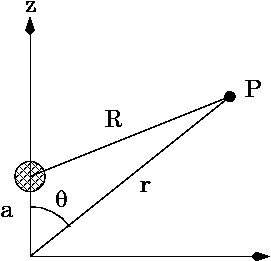
Figuur 2

De legendre-polynoom is ook van nut bij een reeksontwikkeling van de vorm
{\displaystyle {\frac {1}{\sqrt {1+\eta ^{2}-2\eta x}}}=\sum _{k=0}^{\infty }\eta ^{k}P_{k}(x)}
In feite is dit dezelfde ontwikkeling als hierboven in een wat andere vorm die voortvloeit uit de reeksontwikkeling van multipolen. De linkerzijde van de vergelijking genereert legendre-polynomen
Bijvoorbeeld, de elektrische potentiaal {\displaystyle \Phi (r,\theta )} in bolcoördinaten die voortvloeit uit een puntlading op de {\displaystyle z}-as in het punt {\displaystyle z=a} (Fig. 2) is te schrijven als
{\displaystyle \Phi (r,\theta )\propto {\frac {1}{R}}={\frac {1}{\sqrt {r^{2}+a^{2}-2ar\cos \theta }}}}
Als de straal {\displaystyle r} vanaf het punt van waarneming {\displaystyle \mathbf {P} } veel groter is dan {\displaystyle a}, is het mogelijk de potentiaal te ontwikkelen tot legendre-polynomen:
{\displaystyle \Phi (r,\theta )\propto {\frac {1}{r}}\sum _{k=0}^{\infty }\left({\frac {a}{r}}\right)^{k}P_{k}(\cos \theta )}
hierbij is {\displaystyle \eta =a/r<1}
{\displaystyle x=\cos \theta } genomen.
In het omgekeerde geval {\displaystyle r\ll a} kunnen we ook ontwikkelen tot een legendre-polynoom, wanneer we de rol van {\displaystyle r} en {\displaystyle a} omkeren:

## Overige eigenschappen
Legendre-polynomen zijn om en om symmetrisch en antisymmetrisch:
{\displaystyle P_{k}(-x)=(-1)^{k}P_{k}(x)}
Aangezien de differentiaalvergelijking en de orthogonaliteit onafhankelijk zijn van de schaal zijn is de veelterm van nature gestandaardiseerd. Dit betekent dat {\displaystyle P_{k}(1)=1}.
Soms noemt men dit genormaliseerd, maar dit is wat verwarrend omdat de norm niet een is, immers:
{\displaystyle \int _{-1}^{1}P_{m}(x)P_{n}(x)\,\mathrm {d} x={2 \over {2n+1}}\delta _{mn}}
Een orthonormale versie van de polynoom kan verkregen worden door toevoeging van een normalisatiefactor {\displaystyle {\sqrt {n+{\tfrac {1}{2}}}}}
{\displaystyle P_{n,norm}(x)={{\sqrt {n+{\tfrac {1}{2}}}} \over 2^{n}n!}{{\rm {d}}^{n} \over {\rm {d}}x^{n}}(x^{2}-1)^{n}}
De afgeleide aan de eindpunten wordt gegeven door:
{\displaystyle P_{k}'(1)={\frac {k(k+1)}{2}}}
Legendre-polynomen kunnen opgebouwd worden door gebruik te maken van de relaties
{\displaystyle (n+1)P_{n+1}=(2n+1)xP_{n}-nP_{n-1}}
en
{\displaystyle {x^{2}-1 \over n}{{\rm {d}} \over {\rm {d}}x}P_{n}=xP_{n}-P_{n-1}}
Een nuttige uitdrukking bij het integreren van de veelterm is:
{\displaystyle (2n+1)P_{n}={{\rm {d}} \over {\rm {d}}x}\left[P_{n+1}-P_{n-1}\right]}